# 圣心圣殿 (巴塞罗那)
圣心圣殿是一座罗马天主教宗座圣殿，位于西班牙加泰罗尼亚自治区巴塞罗那的Tibidabo山顶。该建筑是加泰罗尼亚建筑师Enric Sagnier父子的作品。该堂供奉耶稣圣心, 1902年开始兴建，至1951年建成。1952年在巴塞罗那举行第35届圣体大会时举行祝圣仪式。1961年完成了钟楼，正式结束了工程。
1961年10月29日，该堂升格为宗座圣殿。